# Charles de Viel-Castel
Charles Louis Gaspard Gabriel de Salviac, Baron de Viel-Castel (* 14. Oktober 1800 in Paris; † 6. Oktober 1887 ebenda) war ein französischer Historiker und Diplomat.

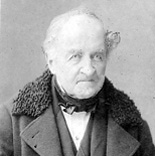
Charles de Viel-Castel

## Leben
De Viel-Castel studierte Rechtswissenschaft in Paris und trat 1818 im Auswärtigen Ministerium in die diplomatische Karriere ein. 1821 wurde er Attaché, 1825 Sekretär der diplomatischen Vertretung in Madrid, 1828 in Wien und 1829 Sous-Directeur des affaires politiques der politischen Abteilung im Außenministerium. Auch unter der Julimonarchie bekleidete er diesen Posten und wurde 1849 zum dortigen Direktor befördert.
Nach dem Staatsstreich durch Louis Napoleon 1851 nahm er seinen Abschied und wurde 1873 zum Mitglied der Académie française (Sitz 6) gewählt. Sein Bruder war der Schriftsteller Horace de Viel-Castel (1802–1864).

## Werke
Außer zahlreichen Artikeln in der Revue des Deux Mondes gab er noch eigene Werke heraus:
- Essai historique sur les deux Pitt (2 Bde., 1846)
- Histoire de la Restauration (20 Bde., 1860–1878)
- Essai sur le théâtre espagnol (2 Bde., 1882)